# Jonathan Jacob Meijer
Jonathan Jacob Meijer (nacido en 1981) es un músico neerlandés y donante de esperma, que a partir de 2023 reside en Kenia. En abril de 2023, se estima que tuvo entre 500 y 600 hijos.

## Donación de esperma
Meijer comenzó a donar esperma en 2007.
En 2017, a Meijer se le prohibió donar esperma a clínicas neerlandesas después de que la Sociedad Neerlandesa de Obstetricia y Ginecología revelara que era padre de más de 100 niños en 11 clínicas diferentes. La Dutch Donor Child Foundation determinó que, además de los 102 padres a través de clínicas, al menos 80 niños adicionales en los Países Bajos fueron engendrados a través de arreglos privados.
Después de su prohibición neerlandesa, Meijer continuó donando a clínicas internacionales como Cryos International, así como a sitios web privados.
En 2023, la Fundación Donorkind presentó una demanda civil contra Meijer, solicitando una acción judicial por temor al incesto involuntario entre los hijos y por violar el límite neerlandés de 25 hijos resultantes de donantes. La defensa de Meijer afirmó que simplemente quería ayudar a los padres que no podían concebir, y que una decisión en su contra equivaldría a una castración legal. Meijer le dijo al tribunal que en la actualidad solo hace donaciones a padres que ya han tenido un hijo con él. En abril de 2023, un tribunal neerlandés ordenó a Meijer que dejara de donar esperma y lo impuso una multa de 100 000 euros por cada infracción futura. Además, el tribunal ordenó a Meijer que solicitara la destrucción de su semen almacenado en las clínicas, a menos que se mantenga en reserva para los padres de los niños concebidos por su esperma. El tribunal determinó que Meijer «desinformó deliberadamente» a los destinatarios de las donaciones sobre la cantidad de hijos que había tenido. El tribunal determinó que esto crea una «enorme red de parentesco, con cientos de medios hermanos» y que es «suficientemente plausible» que los niños sufran un trauma psicológico como resultado.

## YouTube
Meijer tiene un canal de YouTube con más de 12500 suscriptores en el que publica su música.